# رشف الجسم الغريب
يحدث رشف الجسم الغريب عندما يدخل جسم غريب إلى الشعب الهوائية ويسبب الاختناق. ويمكن أن تدخل الأجسام المريء عبر الفم، أو تدخل القصبة الهوائية عبر الفم أو الأنف.

## العلامات والأعراض
تختلف علامات وأعراض رشف الجسم الغريب بناءً على موقع الانسداد، وحجم الجسم الغريب، وشدة الانسداد. 20% من الأجسام الغريبة يتم إيداعها في مجرى الهواء العلوي، في حين أن 80% من الجثث توضع في القصبة الهوائية الرئيسية أو القصبة الهوائية. و عادة ما تكون علامات رشف الجسم الغريب مفاجئة في البداية تكون بالسعال والاختناق و / أو الصفير. ومع ذلك، يمكن أن تكون الأعراض أبطأ في البداية إذا كان الجسم الغريب لا يسبب درجة كبيرة من انسداد مجرى الهواء.